# Aleksej Vasil'evič Šeremetev
Aleksej Vasil'evič Šeremetev, in russo Алексей Васильевич Шереметев? (8 febbraio 1800 – 21 ottobre 1857), è stato un nobile russo.

## Biografia
Membro della famiglia Šeremetev, Aleksej era il primogenito di Vasilij Petrovič Šeremetev (1765-1808), e di sua moglie, Nadežda Nikolaevna Tjutčeva (1775-1850). Aveva due sorelle: Pelageja, che sposò Michail Nikolaevič Murav'ëv-Vilenskij, e Anastasija, che sposò Ivan Dmitrievič Jakuškin.
Suo padre, era il pronipote di Fëdor Petrovič Šeremetev, fratello minore del feldmaresciallo Boris Petrovič Šeremetev. Sua madre era la nipote di Evdokija Nikolaevna Tjutčeva e una cugina del poeta Fëdor Ivanovič Tjutčev.
All'età di otto anni perse il padre. Fu educato a casa.

## Carriera militare
Il 26 novembre 1817 uscì dall'accademia navale. L'11 febbraio 1819 venne trasferito al reggimento dell'artiglieria a cavallo. Il 25 dicembre 1821 venne promosso al grado di tenente e il 29 agosto 1822 al grado di capitano con la nomina di aiutante di campo del conte Pëtr Aleksandrovič Tolstoj.
Il 4 settembre 1823 venne trasferito nel reggimento dei dragoni. Il 2 dicembre 1827 si ritirò.

## Matrimoni
Nel 1831 sposò Ekaterina Sergeevna Šeremeteva (17 dicembre 1813-7 maggio 1890), figlia di Sergej Vasil'evič Šeremetev. Ebbero dieci figli:
- Varvara Alekseevna (1832-1885), sposò il conte Vladimir Ivanovič Musin-Puškin;
- Vasiij Alekseevič (1834-1884), sposò Natal'ja Afanasevna Stolypina;
- Sergej Alekseevič (1836-1896), sposò la principessa Evdokija Borisovna Golicyna;
- Nadežda Alekseevna (1838-1840);
- Ekaterina Alekseevna (15 maggio 1841);
- Sof'ja Alekseevna (1842-1871), sposò il conte Aleksej Vasil'evič Bobrinskij;
- Pëtr Alekseevič (23 dicembre 1845-25 ottobre 1853);
- Vladimir Alekseevič (1847-1903), sposò la contessa Elena Grigor'evna Stroganova, figlia della granduchessa Marija Nikolaevna Romanova;
- Anna Alekseevna (1849 -?);
- Boris Alekseevič (9 giugno 1852-28 luglio 1853).

## Morte
Šeremetev era un amante della poesia ed era in ottimi rapporti con Aleksandr Sergeevič Puškin.
Morì il 21 ottobre 1857 nella sua amata tenuta, dove visse ininterrottamente dal 1850, dopo la morte della madre.